# تشاينا تليكوم
شركة الصين للاتصالات المحدودة هي شركة اتصالات صينية. وهي واحدة من الشركات المدرجة في شركة الاتصالات الصينية المملوكة للدولة . تم تداول حصتها H في بورصة هونغ كونغ منذ 15 نوفمبر 2002. وهو أحد مكونات مؤشر Hang Seng China Enterprises Index ، وهو مؤشر نصيب H في الشركات المدرجة التي تسيطر عليها الدولة.
تشاينا تيليكوم هي علامة تجارية لشركة تشاينا تيليكوم كوربوريشن ، لكن بعد تسويقها في الصين ، انفصلت الشركة المملوكة للدولة عن العلامة التجارية وشركات التشغيل كمجموعة منفصلة ، حيث قامت بتعويمها في بورصة هونغ كونغ.
اعتبارًا من 2017 ، كان 153 مليون من العملاء الذين يستخدمون خدمة الإنترنت شركة الاتصالات الصينية ، والتي 134 مليون منهم ينتمون إلى الشركة المدرجة ، تشاينا تليكوم المحدودة.

## روابط خارجية
- الموقع الرسمي